# Stazione di Stoccolma Città
Stockholm City è una stazione del passante ferroviario di Stoccolma, collocata in prossimità della principale stazione ferroviaria cittadina.

## Caratteristiche
Situata presso il quartiere di Norrmalm (tra la Sergels torg ed il Vasagatan), Stockholm City è, con la connessa T-Centralen, la stazione sotterranea più importante e frequentata della città: qui infatti confluiscono le tre linee (blu, rossa e verde) che collegano la capitale scandinava.
È direttamente collegata alla stazione ferroviaria e al terminal degli autobus di linea, raggiungibili attraverso un corridoio pedonale sotterraneo.
La stazione è operativa dal 10 luglio 2017 sotto T-Centralen, servita dal nuovo passante ferroviario Citybanan.

## Galleria d'immagini

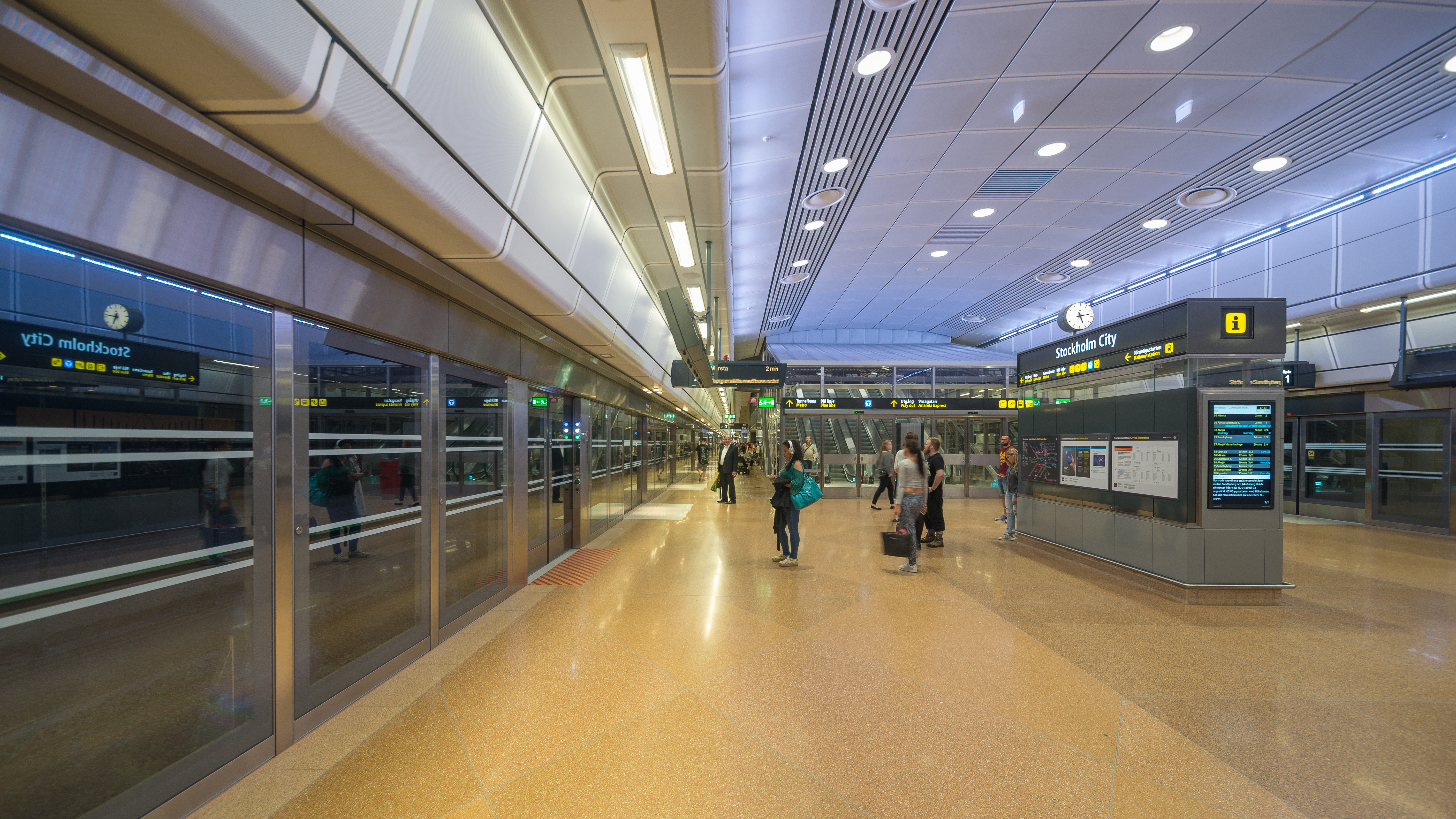
Interno della stazione
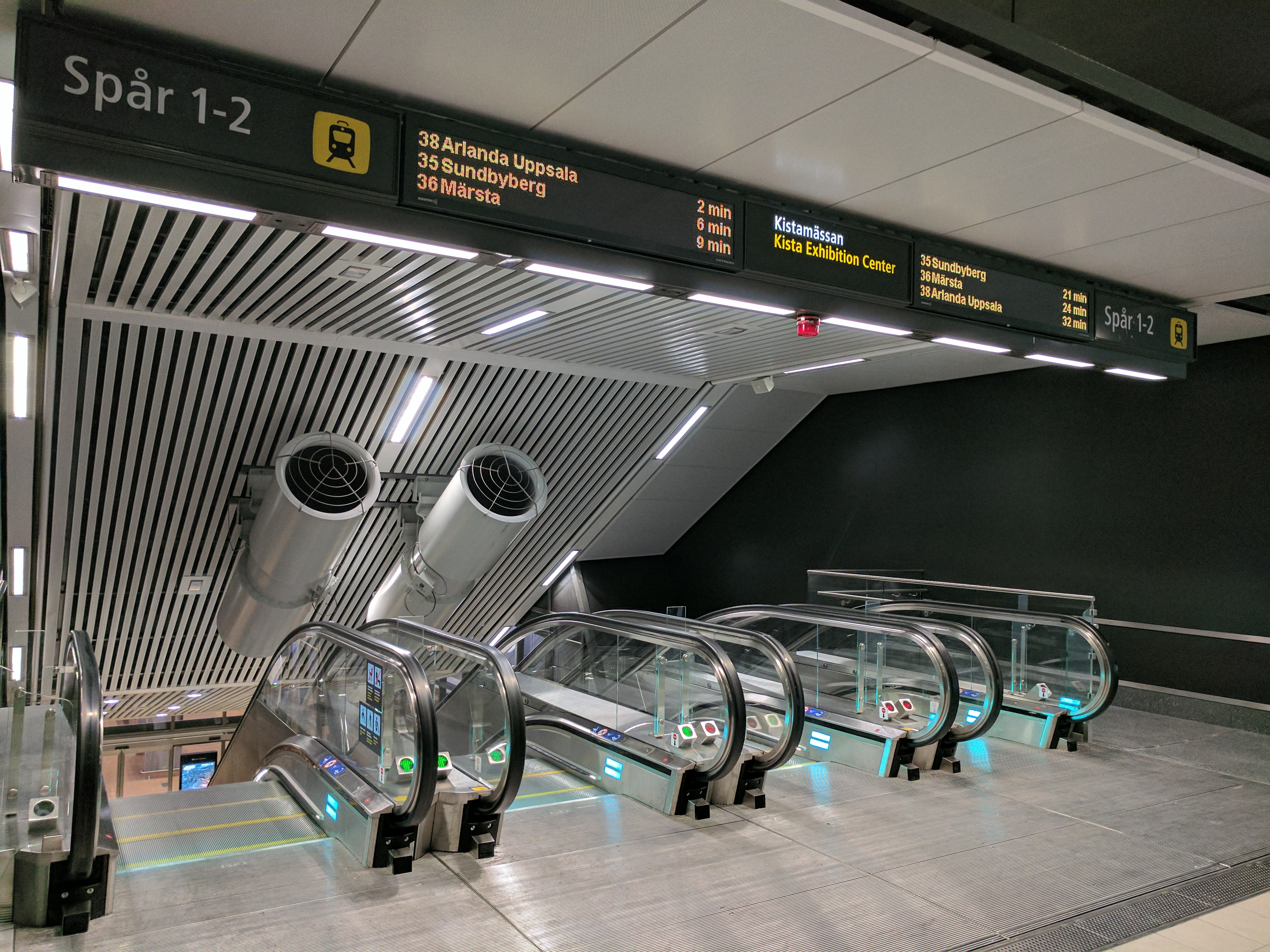
Accesso alla stazione